# Martinus Veltman
Martinus Veltman, punim imenom Martinus Justinus Godefriedus Veltman (Waalwijk, 27. lipnja 1931. – Bilthoven, 4. siječnja 2021.), bio je nizozemski fizičar. Diplomirao (1956.) i doktorirao (1963.) na Sveučilištu u Utrechtu, gdje je bio profesor teorijske fizike (od 1966 do 1981.). Od 1981. do 1996. u SAD-u predavao na Michiganskom sveučilištu, te surađivao u velikim laboratorijima (Fermilab, SLAC i drugim). Sa svojim nekadašnjim studentom G. ’t Hooftom teorijski objasnio kvantnu strukturu elektroslabih međudjelovanja u fizici, za što su 1999. dobili Nobelovu nagradu za fiziku.

## Elektroslaba teorija
Elektroslaba teorija je teorija ustanovljena pri pokušajima formulacije konzistentne teorije slabih međudjelovanja, po uzoru na kvantnu elektrodinamiku. Konstrukciju takve teorije započeli su u 1960-ima S. L. Glashow, A. Salam i S. Weinberg, temeljeći je na četirima prijenosnicima sile od kojih su dva nabijena, a dva neutralna. Eksperimentalna potvrda dodatne, neutralne slabe struje, koju ta konstrukcija predviđa, donijela je tim autorima Nobelovu nagradu za fiziku 1979. Za samu matematičku formulaciju te teorije, koja omogućuje i njezinu iscrpnu eksperimentalnu provjeru, 1999. dodijeljena je još jedna Nobelova nagrada za fiziku G. ’t Hooftu i M. Veltmanu.